# SAS Snowflake
SAS Snowflake era una aerolínea de bajo costo que operaba desde Estocolmo y Copenhague entre el 30 de marzo de 2003 y el 30 de octubre de 2004. Propiedad del Grupo SAS, se organizó como una unidad comercial dentro de SAS Scandinavian Airlines, operando como una aerolínea virtual utilizando su tripulación y aviones. Snowflake sirvió a un total de 28 destinos desde sus bases en el Aeropuerto de Estocolmo-Arlanda y el Aeropuerto de Copenhague-Kastrup. El concepto se lanzó utilizando cuatro aviones Boeing 737-800. Sirvió principalmente a destinos de vacaciones en el Mediterráneo, así como a destinos populares entre los expatriados. Desde marzo de 2004, dos aviones 737 fueron reemplazados por dos McDonnell Douglas MD-82.  La aerolínea subestimó sus costos y logró un factor de ocupación insuficiente, lo que hizo que los servicios no fueran rentables. Una vez finalizadas las operaciones, SAS siguió utilizando Snowflake como marca para billetes con descuento a destinos europeos.

## Historia
En 2003, SAS se sometió a un importante programa de reestructuración, que se centró principalmente en reducir los costos unitarios.  Como parte del programa, la dirección de la empresa, en cooperación con McKinsey & Company, diseñó un plan para dirigirse mejor al mercado del ocio.  Se examinaron los modelos de Ryanair y la aerolínea socia de SAS, la filial de bajo costo Germanwings, propiedad de Lufthansa. SAS acababa de comprar su principal competidor noruego, Braathens, y también había reducido significativamente la competencia nacional sueca mediante la compra de Linjeflyg.  La aerolínea estaba preocupada por los nuevos participantes en estos mercados, en particular por Ryanair y EasyJet.
El Grupo SAS anunció planes para la aerolínea el 10 de diciembre de 2002, dándole en ese momento el nombre provisional “Scandinavian Light”. La compañía afirmó que su objetivo era crear una aerolínea de bajo coste que se centrara en el mercado de las vacaciones de ocio y en los destinos mediterráneos. SAS esperaba que la nueva aerolínea apunte a un mercado diferente al de SAS Scandinavian Airlines y que esta última pudiera centrarse en el negocio. Un desafío para la empresa fue en ese momento que tenía exceso de capacidad después de una reciente caída en el número de pasajeros.
La marca Snowflake se anunció el 19 de marzo de 2003 y los servicios comenzaron el 30 de marzo. Cuatro Boeing 737-800 fueron transferidos a la nueva aerolínea y pintados con una nueva librea. Dos estaban estacionados en el aeropuerto de Estocolmo-Arlanda y dos en el Aeropuerto de Copenhague-Kastrup. SAS decidió no lanzar el servicio en Noruega. Consideró que SAS Braathens, de nueva creación, era una aerolínea con costos perdidos y no veía la necesidad de diferenciarse en el mercado noruego. Los precios de los billetes empezaron en 279 coronas suecas y 295 coronas danesas  más los impuestos. Se vendieron unos diez asientos por salida a ese precio.
Los primeros servicios fueron de Estocolmo a Alicante, Atenas, Barcelona, Bolonia, Budapest, Dublín, Estambul, Málaga, Niza, Praga y Roma.  Desde Copenhague, los primeros vuelos de la aerolínea fueron a Alicante, Atenas, Bolonia, Lisboa, Málaga, Palma de Mallorca, Pristina y Sarajevo. Los dos últimos estaban especialmente dirigidos a los expatriados, más que a los turistas. En mayo, la aerolínea había alcanzado un factor de ocupación del setenta por ciento, aumentando al ochenta y dos por ciento en septiembre. Snowflake anunció tres nuevos destinos desde Estocolmo desde el inicio del programa de invierno en octubre: Lyon, Belgrado y Beirut.  Los dos últimos estaban destinados principalmente a expatriados. A partir del 1 de octubre se introdujo un nuevo esquema de tarifas, en el que había ocho niveles de precios, que iban desde 58 euros a 228 euros. También comenzó a ofrecer tarifas de reserva con descuento para boletos comprados en línea. En noviembre, Snowflake anunció que pondría fin a los servicios a Dublín y Barcelona, citando una baja rentabilidad. SAS Scandinavian Airlines comenzó a prestar servicios a Dublín.
Snowflake fue golpeado por una huelga dentro del Grupo SAS que comenzó el 1 de febrero de 2004 entre los operadores de tierra. Desde febrero, Snowflake introdujo servicios desde Estocolmo a Bilbao y Olbia. A partir del programa de verano de 2004, a partir del 28 de marzo, SAS introdujo servicios adicionales.  Desde Copenhague, la aerolínea inició vuelos a Ankara, Beirut, Skopie, Split y La Valeta.  Desde Estocolmo, los servicios se introdujeron en Ankara, Inverness, Lisboa, Palma de Mallorca, Split, Skopie y La Valeta. Al mismo tiempo, se introdujeron en la flota Snowflake dos aviones más, unos McDonnell Douglas MD-82 de 156 asientos.
En mayo de 2004, el factor de ocupación cayó al cuarenta por ciento. Snowflake anunció grandes recortes en el horario de invierno y planeó operar solo cuatro servicios: a Atenas, Estambul, Niza y Roma. Esto se redujo de trece durante la temporada de invierno anterior. Con dos vuelos cada uno por semana, esto resultó en una tasa de utilización de la flota muy baja.  Snowflake originalmente había tenido éxito con sus rutas para expatriados, pero a partir de 2004 el número de pasajeros fluctuó significativamente en esas rutas. En Copenhague se llevaron a cabo recortes similares: los servicios se redujeron a diez por semana. Esto incluyó el anuncio de un nuevo destino: El Cairo. Los servicios de  Dublín y Praga fueron asumidos desde Estocolmo por SAS Scandinavian Airlines. Otros cuatro destinos fueron eliminados con el programa de invierno. Todos los servicios a España fueron asumidos por Spanair, que en ese momento también era propiedad del Grupo SAS.
El factor de carga aumentó al ochenta por ciento durante los meses de verano. SAS anunció el 18 de agosto de 2004 que pondría fin a los servicios de Snowflake con efecto el 30 de octubre. Snowflake seguiría existiendo como marca de billetes con descuento a destinos europeos.

## Destinos
SAS Snowflake servía los siguientes destinos:
| Ciudad            | País                 | Aeropuerto                                     |
| ----------------- | -------------------- | ---------------------------------------------- |
| Alicante          | España               | Aeropuerto de Alicante-Elche Miguel Hernández  |
| Ankara            | Turquía              | Aeropuerto Internacional Esenboğa              |
| Atenas            | Grecia               | Aeropuerto Internacional Eleftherios Venizelos |
| Barcelona         | España               | Aeropuerto Josep Tarradellas Barcelona-El Prat |
| Beirut            | Líbano               | Aeropuerto Internacional Rafic Hariri          |
| Belgrado          | Serbia               | Aeropuerto de Belgrado-Nikola Tesla            |
| Bilbao            | España               | Aeropuerto de Bilbao                           |
| Bolonia           | Italia               | Aeropuerto de Bolonia                          |
| Budapest          | Hungría              | Aeropuerto de Budapest-Ferenc Liszt            |
| Copenhague        | Dinamarca            | Aeropuerto de Copenhague-Kastrup[Base]         |
| Dublín            | Irlanda              | Aeropuerto de Dublín                           |
| Inverness         | Reino Unido          | Aeropuerto de Inverness                        |
| Estambul          | Turquía              | Aeropuerto Internacional Atatürk               |
| Lisboa            | Portugal             | Aeropuerto de Lisboa                           |
| Lyon              | Francia              | Aeropuerto de Lyon-Saint Exupéry               |
| Málaga            | España               | Aeropuerto de Málaga-Costa del Sol             |
| Nice              | Francia              | Aeropuerto Internacional de Niza-Costa Azul    |
| Olbia             | Italia               | Aeropuerto de Olbia-Costa Smeralda             |
| Palma de Mallorca | España               | Aeropuerto de Palma de Mallorca                |
| Prague            | República Checa      | Aeropuerto de Praga                            |
| Pristina          | Kosovo               | Aeropuerto Internacional de Pristina           |
| Roma              | Italia               | Aeropuerto de Roma-Fiumicino                   |
| Sarajevo          | Bosnia y Herzegovina | Aeropuerto Internacional de Sarajevo           |
| Skopie            | Macedonia del Norte  | Aeropuerto de Skopie                           |
| Split             | Croacia              | Aeropuerto de Split                            |
| Estocolmo         | Suecia               | Aeropuerto de Estocolmo-Arlanda[Base]          |
| Luqa              | Malta                | Aeropuerto Internacional de Malta              |
| Venecia           | Italia               | Aeropuerto Internacional Marco Polo            |

## Flota
La flota de SAS Snowflake consistía de estas aeronaves:
| Aeronave                | Imagen | En servicio | Capacidad |
| ----------------------- | ------ | ----------- | --------- |
| Boeing 737-800          |        | 4           | 150       |
| McDonnell Douglas MD-82 |        | 2           | 156       |